# Porites cumulatus
Porites cumulatus är en korallart som beskrevs av Nemenzo 1955. Porites cumulatus ingår i släktet Porites och familjen Poritidae. IUCN kategoriserar arten globalt som sårbar. Inga underarter finns listade i Catalogue of Life.